# Feverdream
Feverdream was een driekoppige band uit Rotterdam die in 1997 werd opgericht werd. Feverdream maakte een mix van indierock, noiserock en mathrock.

## Biografie
In 1997 werd de band opgericht door zanger/gitarist René van Lien, drummer Arnold van de Velde en bassiste Saskia van Bodegom. Ze brengen een half jaar na oprichting hun eerste ep Pretend that it's forever uit in eigen beheer. Via een contact bij Vera in Groningen krijgen ze een voorprogramma aangeboden bij de band Blonde Redhead en er volgt een reeks optredens met deze band elders in Nederland, onder andere in Tivoli. De band krijgt persaandacht en wordt opgemerkt door het label Transformed Dreams. De band organiseert hun eerste Europese tournee. In 2000 volgt de eerste langspeelplaat The Sky is full of it op dat label en de band speelt onder andere op Noorderslag en in Club Lek, het Radio 3-programma van Jaap Boots. Over hun tweede album ontstaat een conflict over de hoes met Transformed Dreams en de band besluit om verder te gaan met Coalition Records, die het album wel uit wil brengen met de hoes. Via Coalition Records is het album niet alleen in Europa in distributie, maar komt het tevens in de Verenigde Staten op de markt. René van Lien speelt dan naast Feverdream ook in Jimmy Barock en de KGB. Van Lien en Van de Velde spelen ook samen in de instrumentale band At No Bikini Beach. In 2005 brengt de band de ep Arnold uit op Coalition Records en er volgt een Italiaanse co-release van de ep. In datzelfde jaar stapt bassiste Saskia van Bodegom uit de band en wordt vervangen door Bart Baekelandt van de band Incense. In deze samenstelling toert het Rotterdamse trio voor de vierde maal door Europa en de vijfde maal door Engeland. Op 5 september 2006 komt de vierde full length cd You Are Happening uit op Coalition Records, met daarop gastbijdragen van Elle Bandita. In 2008 besluiten de leden te stoppen met Feverdream. 
Naderhand bouwen Van Lien en Van de Velde, samen met leden van The New Earth Group, in Rotterdam een opnamestudio en richten de band Neon Rainbows op met ex-leden van Oil. Baekelandt richt Organisms op met leden van Spider Rico en Fine China Superbone. René van Lien en Arnold van de Velde herformeren At No Bikini Beach samen met Jos Hoevenaars van The New Earth Group en Micha Haring (drummer van Elle Bandita). In 2010 brengt deze band hun debuut The New Bikini uit op Dying Giraffe Recordings. Het album bevat (op een nummer na) instrumentale songs.
Van Lien en Van de Velde waren gastmuzikanten in de gelegenheidsformatie met Omar Rodríguez-López van The Mars Volta en Damo Suzuki van Can.

## Bezetting
- René van Lien - zang, gitaar
- Arnold van de Velde - drums
- Bart Baekelandt - basgitaar (2006-2008)
- Saskia van Bodegom - basgitaar (1996-2005)

## Discografie

### Studioalbums
- Pretend that it's forever (Eigen beheer, cd, 1998)
- The sky is full of it (Transformed Dreams, cd, 2000)
- Future Directions (Coalition Records, cd/lp, 2002)
- You Are Happen!ng (Coalition Records, cd, 2006)

### Ep's
- Arnold (Coalition Records, cd, 2005)

### Singles
- Pinkpocker (7", 2001)
- The Boy Nobody Wanted (Transformed Dreams, 7", 2001)
- Freeze! (Coalition Records, cd, 2004)